# Хёюбю, Оскар
Оскар Хёюбю (дат. Oskar Høybye; род. 29 ноября 1996, Фредериксберг) — датский футболист, полузащитник клуба «ФА 2000». В 2018 году сыграл 1 матч за сборную Дании по футболу.

## Биография

### Клубная карьера
Воспитанник клуба «Люнгбю». На взрослом уровне начинал играть в 2015 году в составе любительской команды «Ванлёсе». В 2016 перешёл в клуб третьего дивизиона «Брёнсхёй», за который сыграл 6 матчей. В 2017 году вернулся в «Ванлёсе», с которым по итогам сезона 2017/18 добился выхода в третий дивизион.

### Карьера в сборной
В 2018 году между датским футбольным союзом и ассоциацией датских футболистов произошёл конфликт. Стороны не смогли подписать партнёрское соглашение (действие предыдущего закончилось ещё 1 августа), из-за разногласий по использованию имиджевых прав игроков сборной. В итоге футболисты объявили бойкот федерации и отказались выходить на товарищеский матч против сборной Словакии, их поддержали и другие профессиональные футболисты, которые также отказались от вызова в сборную. 4 сентября на сайте датского футбольного союза был опубликован новый состав из 24 футболистов, куда вошёл и Оскар Хёюбю. На следующий день Хёюбю появился в стартовом составе на игру со Словакией и был заменён на 61-й минуте, уступив место Адаму Фогту. Матч закончился со счётом 0:3 в пользу Словакии.

## Статистика

### Матчи Хёюбю за сборную Дании
| Матчи Хёюбю за сборную Дании | Матчи Хёюбю за сборную Дании | Матчи Хёюбю за сборную Дании | Матчи Хёюбю за сборную Дании | Матчи Хёюбю за сборную Дании | Матчи Хёюбю за сборную Дании |
| ---------------------------- | ---------------------------- | ---------------------------- | ---------------------------- | ---------------------------- | ---------------------------- |
| №                            | Дата                         | Соперник                     | Счёт                         | Голы Хёюбю                   | Соревнование                 |
| 1                            | 5 сентября 2018              | Словакия                     | 0:3                          | —                            | Товарищеский матч            |

Итого: 1 матч / 0 голов; 0 побед, 0 ничьих, 1 поражение.